# Гуров, Юрий Сергеевич
Ю́рий Серге́евич Гу́ров (1924—1945) — младший лейтенант Рабоче-крестьянской Красной Армии, участник Великой Отечественной войны, Герой Советского Союза (1944).

## Биография
Юрий Гуров родился 28 мая 1924 года в городе Акмолинске (ныне — Астана, Казахстан) в рабочей семье. Русский. Окончил семь классов школы № 48 в поселке Малаховка Московской Области. Проживал в Москве, в 1941 году окончил ремесленное училище, после чего работал токарем на Московском почтамте. В марте 1942 года Гуров был призван на службу в Рабоче-крестьянскую Красную Армию. В том же году он окончил Московское военное пехотное училище имени Верховного Совета РСФСР. С октября 1942 года — на фронтах Великой Отечественной войны. Принимал участие в боях на Сталинградском, Донском, Юго-Западном, 3-м Белорусском фронтах. Участвовал в Сталинградской битве, освобождении Харькова, форсировании Южного Буга и Днестра, освобождении Молдавской ССР, Румынии, Болгарии, Югославии, Венгрии. В боях два раза был ранен. К апрелю 1944 года младший лейтенант Юрий Гуров командовал ротой 429-го стрелкового полка 52-й стрелковой дивизии 57-й армии 3-го Украинского фронта. Отличился во время освобождения Молдавской ССР.
В ночь с 12 на 13 апреля 1944 года рота Гурова первой в батальоне переправилась через Днестр в районе села Бычок Григориопольского района и прорвала мощную вражескую оборону на западном берегу реки. В бою Гуров был ранен, но остался в строю, продолжая руководить действиями своей роты. На плацдарме рота отразила 22 немецкие контратаки, удержав его до подхода основных сил.
Указом Президиума Верховного Совета СССР от 13 сентября 1944 года за «образцовое выполнение боевых заданий командования на фронте борьбы с немецкими захватчиками и проявленные при этом отвагу и геройство» младший лейтенант Юрий Гуров был удостоен высокого звания Героя Советского Союза с вручением ордена Ленина и медали «Золотая Звезда» за номером 3426.
8 апреля 1945 года в бою под городом Мурса-Слобода в Югославии Гуров получил тяжёлое ранение, от которого скончался 17 апреля в госпитале в венгерском городе Дьёр. Похоронен на горе Геллерт в Будапеште.
Был также награждён орденами Отечественной войны 2-й степени и Красной Звезды.